# Mária Mikolajová
Mária Mikolajová, née le 13 juin 1999 à Levoča, est une footballeuse internationale slovaque jouant au poste de milieu de terrain au Hambourg SV.

## Biographie

### En club
Après avoir commencé le football dans des clubs locaux, elle arrive dans le club du Partizán Bardejov qu'elle quitte en 2018 pour sa première expérience à l'étranger : le Sparta Prague en République tchèque.
Elle n'y reste qu'un an pour s'engager dans le club autrichien du SKN Sankt Pölten à partir de la saison 2019-2020. Elle y remporte le championnat (édition 2021-2022) et découvre les phases de poule de la ligue des champions la saison suivante, y inscrivant deux buts dont celui de la victoire face au Slavia Prague.

### En équipe nationale
Après quelques matchs avec les U17 et U19 slovaques, elle est sélectionnée dès 2015 avec l'Équipe de Slovaquie féminine de football.